# ル・プティ＝ボルナン＝レ＝グリエール
ル・プティ＝ボルナン＝レ＝グリエール（Le Petit-Bornand-les-Glières）、通称プティ＝ボルナンは、フランス南東部のオーヴェルニュ・ローヌ・アルプ地域圏のオート＝サヴォワ県にかつて存在したコミューンである。 2019年1月1日、隣接する村のアントルメ（Entrement）と合併して、グリエール＝ヴァル＝ド＝ボルヌ（Glières-Val-de-Borne）という新コミューンに区分された。 
プティ＝ボルナンには、多くの酪農場、観光宿泊施設、別荘があり、また同時にソフトチーズのブランド「ロブロション（roblochon）」の製造が許可されている地域である。

## 著名な人物
パリにフランス初となる印刷機をヨハン・ハインリンとともに1470年に設置し自著などを印刷したギヨーム・フィシェ（1433年 - 1480年）はこの村で生まれた。